# Götaland

Götaland

Götaland este cea mai sudică regiune a Suediei, și cea mai populată (4.518.901 locuitori). Götaland are o suprafață de 87.712 km pătrați. Cele mai mari orașe sunt Stockholm, Göteborg, Malmö.